# قانون تابعیت شیلی
قانون تابعیت شیلی (انگلیسی: Chilean nationality law) بر پایه مبانی اصل خاک و اصل خون است. قانون تابعیت توسط ماده ۱۰ قانون اساسی سیاسی جمهوری شیلی تدوین شده‌است. طبق قانون قصد دریافت تابعیت و عضو رسمی یک کشور گردیدن با رابطه حقوقی وتعهدات بین کشور و ملت که تحت عنوان حقوق شهروندی شناخته می‌شود، تفاوت دارد.